# أحمد الجابري
أحمد الجابري مغني سوداني

## ميلاده ونشأته
ولد الجابري في عام 1934 بمدينة الشرفة بركات بولاية الجزيرة محلية شرق الجزيرة بالقرب من مدينة ود مدني بالسودان. وإسمه الأصلي هو أحمد محمد عبد الله كرمنو.
إنتقل إلى أم درمان مع والدته فاطمة الجابري عند انفصالها عن والده. درس الجابري في الخلوة في مسقط رأسه، بالشرفة حيث حفظ القرآن. أشتهر بجمال صوته حيث كان يشارك المداحون في ترديد الأناشيد الدينية والمدائح. وخلافاً لذلك لم يتلق أي تعليم بالمدارس النظامية. فبدأ حياته العملية كبائع خضروات بسيط في سوق ود مدني قبل أن يعمل كحرفي يصنع المسبحات والخزف في حي العرب بأم درمان. وكان الجابري يهوي الرسم التشكيلي

## مسيرته الفنية
بدأت مسيرته الفنية في مطلع خمسينيات القرن الماضي عندما سعى الشاعر السوداني عبدالرحمن الريح إلى مساعدته لدخول الإذاعة السودانية وتقديم أعماله إلى الجمهور من خلالها. وقام الريح بتأليف عدة قصائد غنائية لأدائها أمام لجنة إجازة الأصوات الغنائية بالإذاعة. وقد رفضت اللجنة قبول صوته كمغن بالإذاعة لكنه وبتشجبع من الشاعر الريح عاود المحاولة ثلاث مرات حتى افلح في قبوله كفنان يمكنه تسجيل أغانيه في الإذاعة في عام 1959

تعلم العزف على العود على يد الفنان علي إبراهيم.استخدم الجابري اسم عائلة والدته كاسم فني له. تأثر بالفنان رمضان حسن وكان يردد أغانيه بكثرة.

## ظهوره الفني
كان أول ظهور له في عام 1957 في برنامج إذاعي بالإذاعة السودانية في أم درمان هو برنامج أشكال وألوان الذي كان يقدمه أحمد الزبير ويستضيف فيه المطربين الجدد والفنانين الواعدين. وغنى الجابري في البرنامج أغنية في شاطيء الغرام من كلمات عزمي عبد القادر.

## شعراء تعامل معهم
تعامل الجابري مع عدد من شعراء الأغنية السودانية البارزين الذين أمدوه بقصائد غنائية لاقت رواجاً في السودان ومن هؤلاء الشعراء:
- سيف الدين الدسوقي في أغنية بدون رسائل
- الصادق إللياس، في أغنية من طرف الحبيب جات أغرب رسائل، وهي أغنية فاز بها في مسابقة تلفزيونية عام 1963 وقد احرزنت المرتبة الثانية.
- السر قدور، أغنية يا ناعس واغنية

والرسايل الشاعر سيف الدين الدسوقي 
- محمد علي أبو قطاطي، في درب المحنة
- أبو آمنة حامد، قصيدة ما نسيناك
- إسحاق الحلنقي، في قصيدة البلوم
- كامل عبد الماجد، أغنية سيد الاسم

## وفاته
توفي أحمد الجابري في أم درمان في عام 1996